# 朱忠民
朱忠民（1946年10月—2018年9月19日），男，汉族，山东菏泽人，中华人民共和国政治人物，曾任中共吉林市委书记，吉林省人大常委会秘书长、副主任，第八届全国人大代表。